# 13341 Kellysweeney
13341 Kellysweeney è un asteroide della fascia principale. Scoperto nel 1998, presenta un'orbita caratterizzata da un semiasse maggiore pari a 2,7402419 au e da un'eccentricità di 0,0792008, inclinata di 9,53386° rispetto all'eclittica.